# Daz Dillinger
Delmar Drew Arnaud, kendt under kunstnernavnet Daz Dillinger (tidligere Dat Nigga Daz)(født 23. maj 1973), er en amerikansk rapper og producer fra Long Beach, Californien. Dillinger er bedst kendt for at være medlem af hip hop gruppen Tha Dogg Pound, sammen med Kurupt, og for hans arbejde med Death Row.

## Diskografi

### Studiealbums
- Retaliation, Revenge and Get Back (1998)
- R.A.W. (2000)
- This Is the Life I Lead (2002)
- DPGC: U Know What I'm Throwin' Up (2003)
- I Got Love in These Streetz (2004)
- Tha Dogg Pound Gangsta LP (2005)
- Gangsta Crunk (2005)
- So So Gangsta (2006)
- Gangsta Party (2007)
- Only on the Left Side (2008)
- Public Enemiez (2009)
- Matter of Dayz (2010)
- D.A.Z. (2011)
- Witit Witit (2012)
- Weed Money (2014)
- Dazamataz (2018)
- Smoke Me Out (2018)
- Dat Nigga Daz (2023)
- Molly Whop (2023)

### Albums i samarbejde med andre
- Long Beach 2 Fillmoe med JT the Bigga Figga (2001)
- Game for Sale med JT the Bigga Figga (2001)
- Don't Go 2 Sleep med Makaveli (2001)
- Southwest med  Nuwine (2003)
- Get That Paper med Fratthouse (2009)
- West Coast Gangsta Shit med WC (2013)
- Cuzznz med Snoop Dogg (2016)
- A.T.L.A. med Big Gipp (2020)
- Guidelines med Capone (2022)
- The Legacy med Lil' Eazy-E (2023)